# Расмуссен, Терьи
Терьи Расмуссен (фар. Terji Rasmussen, родился в 1966 году в Торсхавне) — фарерский рок-музыкант и певец, один из самых популярных музыкантов Фарерских островов. Выступал в составе коллективов Frændur, Terji og Føstufressar и Moirae. Проживает на острове Ноульсой в одноимённом поселении. С группой «Terji og Føstufressar» лауреат музыкальной премии Planet Awards 2010 года за лучшую песню.